# Riverton (Mississippi)
Riverton, auch Riverton Landing, war eine Siedlung im Bolivar County des US-Bundesstaats Mississippi in den Vereinigten Staaten von Amerika. Der Ort wurde Anfang des 20. Jahrhunderts aufgegeben, nachdem sich der Lauf des Mississippi Rivers geändert hatte und Riverton dadurch nicht mehr von Schiffen angelaufen werden konnte.

## Geographie

### Geographische Lage
Riverton lag im Nordwesten des Bundesstaats Mississippi in der Mississippi-Delta-Region, der Schwemmlandschaft zwischen dem Mississippi River und den östlich davon gelegenen Flüssen Tallahatchie und Yazoo. Der Ort befand sich etwa drei Kilometer südlich von Rosedale am östlichen Ufer einer Beulah Bend genannten Schleife des Mississippi.

## Geschichte
Gegenüber dem Mündungsdelta von Arkansas River und White River wurden in der ersten Hälfte des 19. Jahrhunderts am Ostufer des Mississippi River mehrere Siedlungen und Plantagen auf vormaligem Choctaw-Land gegründet. Zwischen den aus Plantagen erwachsenen heutigen Orten Rosedale und Beulah bestand ab den 1840er-Jahren eine Anlegestelle namens Wood Yard, an der Dampfschiffe ihre Holzvorräte auffrischten. In der zweiten Hälfte des 19. Jahrhunderts entstand daraus eine Siedlung, die zunächst den Namen Pride’s Point erhielt. Spätestens in den 1870er-Jahren setzte sich der Name Riverton durch, der auch für das 1873 eingerichtete Postamt verwendet wurde.
Während des Sezessionskriegs war die Flussschleife Beulah Bend allerdings 1863 durch den Napoleon Channel abgekürzt worden. Die geänderten Strömungsverhältnisse des Mississippi führten dazu, dass die nun nicht mehr vom Hauptstrom durchflossene Schleife zu einer Art Altwasser reduziert wurde und langsam verlandete. Die Schifffahrt als wichtigste Transportmöglichkeit wurde dadurch zunächst erschwert und schließlich ganz unterbunden. Die Einwohnerzahl von Riverton verringerte sich dadurch ab den 1880er-Jahren. Das Postamt schloss 1896; die letzten Bewohner verließen den Ort Anfang des 20. Jahrhunderts.
1978 wurde unter Beteiligung des United States Army Corps of Engineers ein rund vier Kilometer langer Kanal ausgehoben, der von der Wüstung Riverton Richtung Südosten zum Mississippi führt. An der nördlichen Hälfte des Kanals wurde der von der dazu gegründeten Rosedale-Bolivar County Port Commission betriebene Hafen Port of Rosedale angelegt.

## Söhne und Töchter der Stadt
- Son House (1902–1988), Blues-Sänger und -Gitarrist